# Анохин, Константин Ефремович
Константи́н Ефре́мович Ано́хин (19 мая [1 июня] 1913 — 6 июля 1941) — советский военный лётчик, Герой Советского Союза (22 июля 1941), участник Великой Отечественной войны, командир звена 170-го истребительного авиационного полка 23-й смешанной авиационной дивизии Западного фронта, лейтенант.

## Биография
Родился 1 июня 1913 года в деревне Покровка Никольско-Петровской волости Городищенского уезда Пензенской губернии, ныне Никольского района Пензенской области в крестьянской семье. Русский. Окончил школу ФЗУ, работал слесарем, заведующим технической библиотекой на станции Рузаевка Мордовской АССР.
В Красной армии с 1936 года. В 1938 году окончил Оренбургское военное авиационное училище лётчиков. Член ВКП(б) с 1939 года. С началом Великой Отечественной войны на фронте.
Командир звена 170-го истребительного авиационного полка (23-я смешанная авиационная дивизия, Западный фронт) лейтенант Константин Анохин 6 июля 1941 года вылетел по тревоге на самолёте Як-1, и вступил в воздушный бой с пятью вражескими бомбардировщиками.
Уничтожил один из бомбардировщиков противника, он сам был подбит. Свою горящую краснозвёздную крылатую машину лейтенант Анохин К. Е. направил на вражескую танковую колонну в районе села Зубово Оршанского района Витебской области Белоруссии.
Указом Президиума Верховного Совета СССР от 22 июля 1941 года за «образцовое выполнение боевых заданий командования на фронте борьбы с германским фашизмом и проявленные при этом отвагу и геройство» лейтенанту Анохину Константину Ефремовичу посмертно присвоено звание Героя Советского Союза.

## Награды
- Герой Советского Союза (22 июля 1941) — за образцовое выполнение боевых заданий Командования на фронте борьбы с германским фашизмом и проявленные при этом отвагу и геройство
- Орден Ленина (22 июля 1941) — за образцовое выполнение боевых заданий Командования на фронте борьбы с германским фашизмом и проявленные при этом отвагу и геройство

## Увековечение памяти
- В селе Зубово, где похоронен Константин Анохин, установлен бюст Героя, в деревне Крайцы Лепельского района Витебской области Белоруссии — обелиск.
- В городе Никольск и селе Покровка Никольского района Пензенской области имя Героя носят улицы.
- В городе Никольск так же установлен памятник К. Е. Анохину — бюст на Мемориальном комплексе воинам-никольчанам, погибшим в годы Великой Отечественной войны 1941—1945 гг., который расположен на Центральной площади города (мемориал открыт 9 мая 1985 года).
- 15 декабря 2016 года в Пензе состоялась торжественная церемония открытия граффити «Он погиб, чтобы жили мы» с портретом Константина Анохина на торце 5-этажного жилого дома по улице Чкалова, 51 (художники Артур Гультяев и Илья Соколов). Создание данного граффити стало первым в Пензенской области проектом в рамках инициативы «Наши герои», которая реализуется совместно Российским военно-историческим обществом и пензенским региональным отделением этой организации при поддержке правительства Пензенской области и администрации г. Пензы. Для граффити был выбран именно Константин Анохин, так как он был первым жителем Пензенской области, посмертно удостоенным звания Героя Советского Союза за подвиг, совершённый в годы Великой Отечественной войны. Ещё до дня официального открытия композиция получила положительные отзывы жителей города в социальных сетях[2].

- Бюст Анохина на Центральной площади г. Никольска Пензенской области.
- Граффити в Пензе, 2016 год 
(фото 2018 года).
- Музей "Локомотивное депо "Рузаевка"